# Kanjo dori higashi (métro de Sapporo)
Kanjo dori higashi (環状通東駅, Kanjō-Dōri-Higashi-eki) est une station du métro de Sapporo au Japon. Elle est située dans l'arrondissement de Higashi à Sapporo.

## Situation sur le réseau
Etablie en souterrain, la station Kanjo dori higashi est située au point kilométrique (PK) 3,5 de la ligne Tōhō entre la station Motomachi, en direction du terminus nord Sakaemachi, et la station Higashi kuyakusho mae, en direction du terminus sud Fukuzumi.

## Histoire
La station a été inaugurée le 2 décembre 1988.

## Services aux voyageurs

### Accès et accueil
La station est ouverte tous les jours.

### Desserte
- Ligne Tōhō :
  - voie 1 : direction Fukuzumi
  - voie 2 : direction Sakaemachi

Installations et desserte
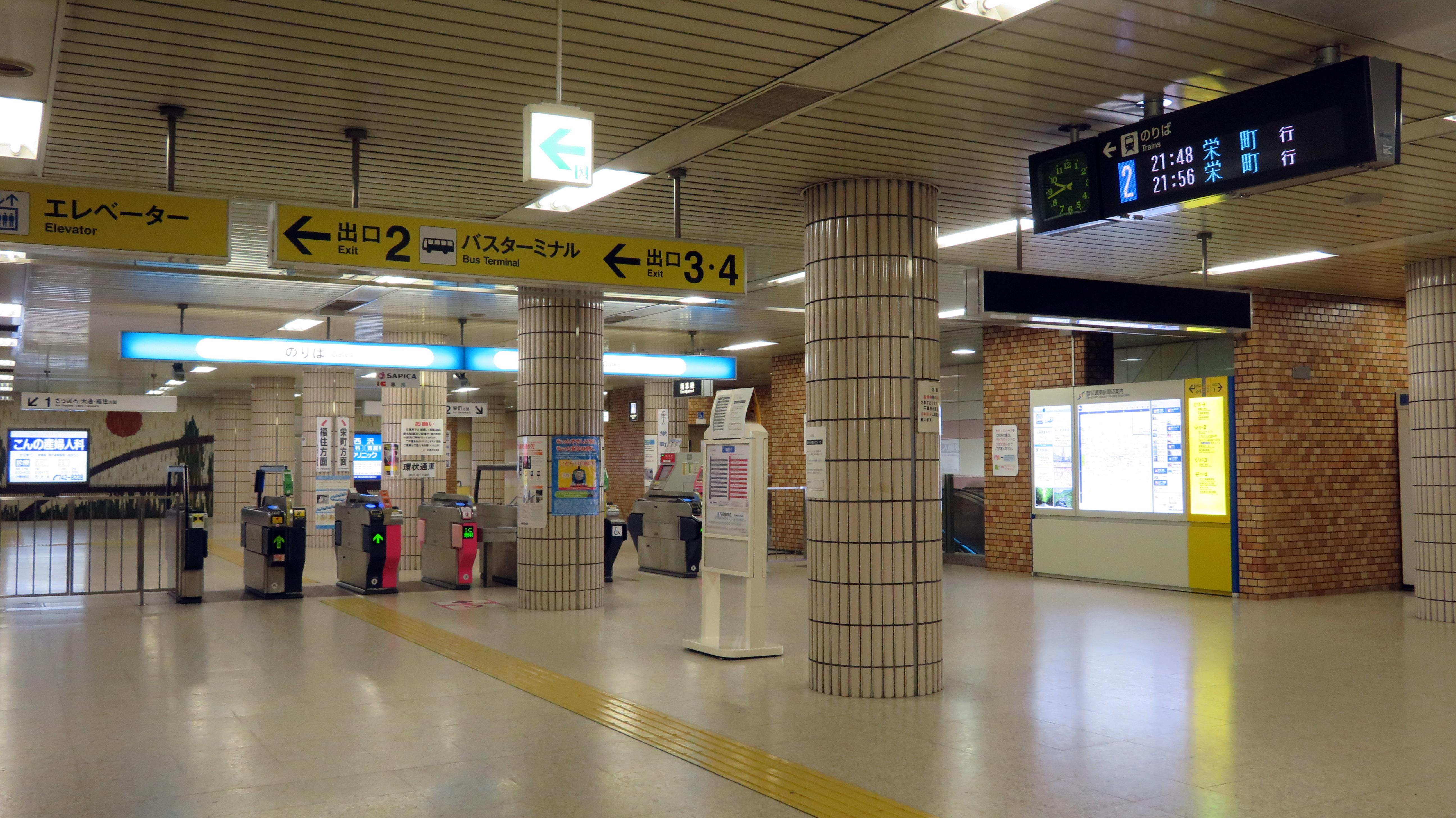
Ligne de contrôle.
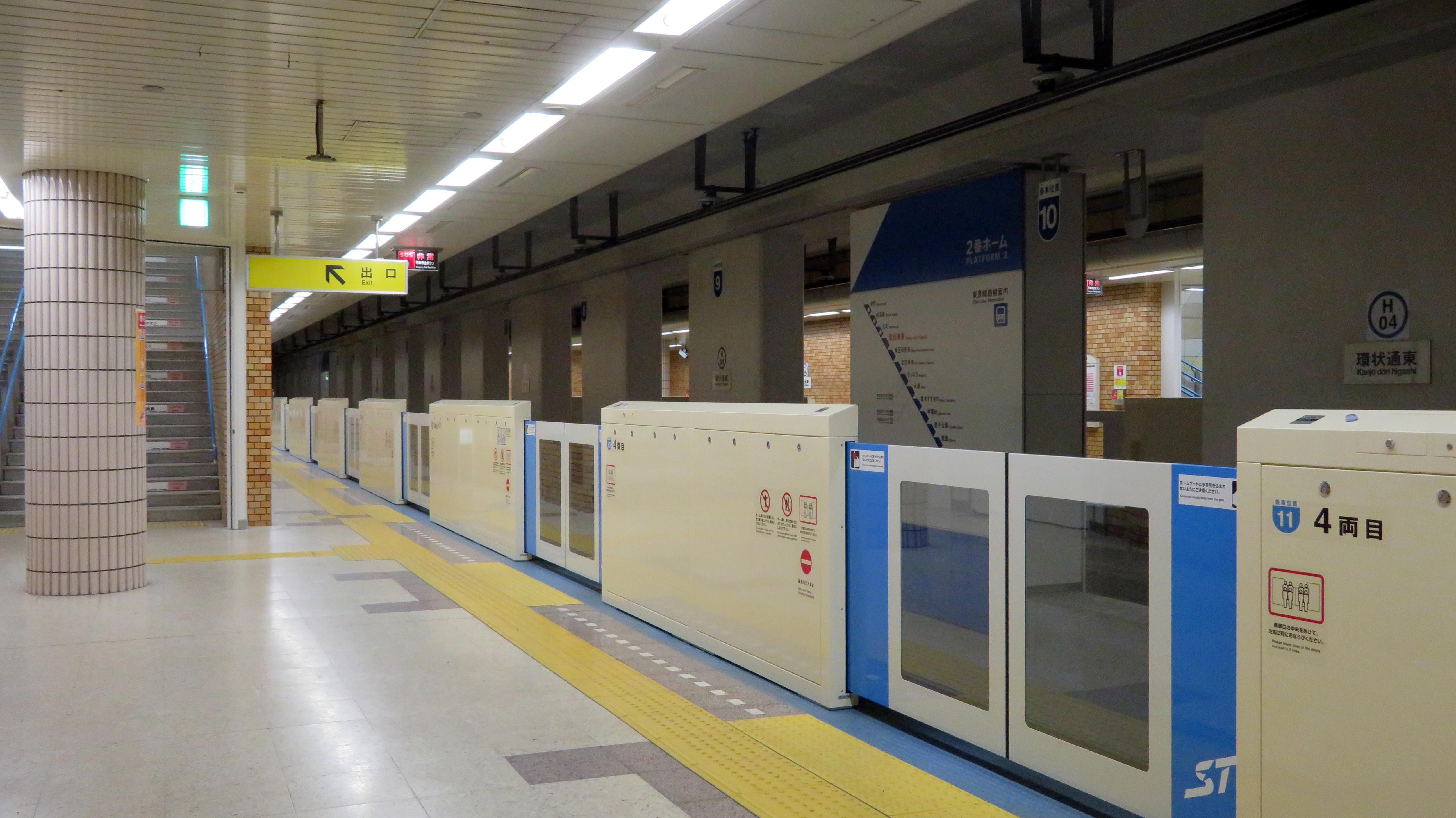
Le quai central